# Skiffhead
De Skiffhead is een roeiwedstrijd die sinds 1951 jaarlijks in het vroege voorjaar (maart of april) wordt gehouden op de Amstel.

## Geschiedenis
Het evenement wordt georganiseerd door de Koninklijke Amsterdamsche Roei- en Zeilvereeniging 'de Hoop'. Traditiegetrouw is de Skiffhead op een zondag. De roeiwedstrijd wordt uitgeschreven voor skiffs en staat open voor alle leeftijdscategorieën en niveaus en eveneens voor roeiers uit het buitenland. Parcours en afstand zijn gelijk aan die van de Head of the River Amstel van Ouderkerk aan de Amstel naar Amsterdam over een afstand van 7,5 kilometer. Echter wordt de Head of the River Amstel sinds 2007 stroomopwaarts, van Amsterdam naar Ouderkerk aan de Amstel, verroeid. De Skiffhead wordt nog altijd stroomafwaarts vervaren. Sinds 1963 wordt de wedstrijd na de Head of the River gevaren in het roeiseizoen en daar in 1968 ook naar vernoemd.
Op de zaterdag voorafgaand aan de Skiffhead worden door De Hoop de 'Tweehead' voor boord- en scullroeiers in respectievelijk de 2- en 2x alsmede de 'Jeugdhead' georganiseerd.

## Parcours
De baanlengte is gebruikelijk 7500 m, maar de junioren 15/16 en de clubroeiers roeien maar 4000 m. Er wordt gestart in Ouderkerk, ongeveer 60 meter ten noorden van de Oostermeerweg, en de finish is in Amsterdam voor het clubgebouw van De Hoop. De Jeugdhead gaat over 2500 m. De start van de 2500 m bevindt zich tegenover roeivereniging Willem III.

## Wedstrijd
De deelnemers starten met vliegende start, met tussenpozen van 15 seconden. Op 60 meter voor de startlijn is een oriënteringslijn (voorstart) aangegeven. Een oplopende ploeg is vrij haar koers te kiezen. De opgelopen ploeg mag de oplopende ploeg niet hinderen en moet tijdig wijken.

## Bekende winnaars
- Dop Logger, de eerste winnaar, van de Amsterdamse roeivereniging Poseidon.
- Frans Göbel, die de wedstrijd twaalf keer won.[1]
- Ronald Florijn
- Marit van Eupen, de snelste vrouw, met een tijd van 29 minuten en 40,58 seconden in 2008.
- Mitchel Steenman

## Naam
Oorspronkelijk werd de naam met één "f" gespeld. Sinds 1991 wordt de naam echter met twee f's geschreven. Sinds april 2010 prijkt op De Hoop een plaquette met de inscriptie Skifhead (met één f) en met de namen van alle zestig winnaars.